# 1. Klasse Leipzig 1940/41
Die 1. Klasse Leipzig 1940/41 war die achte Spielzeit der nun 1. Klasse genannten Fußball-Bezirksklasse Leipzig im Sportgau Sachsen. Sie diente als eine von vier zweitklassigen Bezirksklassen als Unterbau der Gauliga Sachsen. Die Meister dieser vier Spielklassen qualifizierten sich für eine Aufstiegsrunde, in der zwei Aufsteiger zur Gauliga Sachsen ausgespielt wurden.
Die 1. Klasse Leipzig wurde in dieser Spielzeit in einer Gruppe mit elf teilnehmenden Mannschaften im Rundenturnier mit Hin- und Rückspiel ausgetragen. Als Bezirksmeister setzte sich dabei die Sportfreunde Markranstädt mit fünf Punkten Vorsprung vor Aufsteiger Leipziger BC 1893 durch und qualifizierte sich dadurch für die Aufstiegsrunde zur Gauliga Sachsen 1941/42. In dieser verpasste der Verein durch den dritten Tabellenplatz jedoch erneut den erneuten Aufstieg in die Erstklassigkeit. Der VfB Zwenkau 02, der SV Helios Leipzig sowie der SV Tapfer Leipzig stiegen nach dieser Spielzeit in die 2. Klassen ab. 

## Abschlusstabelle
| Pl. | Verein                      | Sp. | Tore  | Quote | Punkte |
| --- | --------------------------- | --- | ----- | ----- | ------ |
| 1.  | Sportfreunde Markranstädt   | 20  | 81:31 | 2,61  | 32:80  |
| 2.  | Leipziger BC 1893 (N)       | 20  | 54:30 | 1,80  | 27:13  |
| 3.  | TuB Leipzig                 | 20  | 60:39 | 1,54  | 26:14  |
| 4.  | SpVgg 1899 Leipzig-Lindenau | 20  | 59:47 | 1,26  | 25:15  |
| 5.  | Sportfreunde Leipzig        | 20  | 60:44 | 1,36  | 24:16  |
| 6.  | Sportvereinigung Leipzig    | 20  | 49:46 | 1,07  | 20:20  |
| 7.  | SV Eintracht Leipzig        | 20  | 38:47 | 0,81  | 20:20  |
| 8.  | MTV Wurzen (N)              | 20  | 62:79 | 0,78  | 18:22  |
| 9.  | VfB Zwenkau 02              | 20  | 45:61 | 0,74  | 12:28  |
| 10. | SV Helios 02 Leipzig        | 20  | 44:87 | 0,51  | 08:32  |
| 11. | SV Tapfer 06 Leipzig        | 20  | 32:73 | 0,44  | 08:32  |

| (N) | Aufsteiger aus der 2. Klasse |